# Judibana
Judibana – miasto w Wenezueli, w stanie Falcón.